# Liste der Museen in Rosenheim
Die Liste der Museen in Rosenheim gibt einen Überblick über aktuelle und ehemalige Museen in der kreisfreien Stadt Rosenheim in Bayern.

## Aktuelle Museen
| Name                   | Kurzbeschreibung | gegründet/ eröffnet | Träger                                        | Standort                                    | Bild           | Link |
| ---------------------- | --- | ------------------- | --------------------------------------------- | ------------------------------------------- | -------------- | ---- |
| Holztechnisches Museum | Das Museum befasst sich mit dem nachwachsenden Rohstoff Holz, erläutert die Geschichte und Technik der Holzverarbeitung und zeigt vielfältige Produkte aus Holz. | 1990                | Zweckverband Holztechnisches Museum Rosenheim | Ellmaierhaus                                |                |      |
| Inn-Museum             | Das Museum erläutert Ursprung und Verlauf des Inns, Wasserbau und Wasserkraft, Schiffbau und Innschifffahrt, und erinnert an die damit verbundenen Berufe. Im Freigelände ist eine historische Plätte ausgestellt.                                                                      | 21. Apr. 1986       | Wasserwirtschaftsamt Rosenheim                | Bruckbaustadel                              |                |      |
| Klepper-Museum         | Die Ausstellung in der Klepper Faltbootwerft zeigt die Konstruktion und Geschichte der zerlegbaren Boote und deren Verwendung im Freizeit- und Wettkampfsport. | Mai 2001            |                                               | Klepper-Park                                |                |      |
| Städtische Galerie     | Die Galerie zeigt in wechselnden Ausstellungen Kunst der Moderne und zeitgenössische Kunst aus der eigenen Sammlung sowie Werke regionaler und internationaler Künstlerinnen und Künstler mit Bezug zur Region.                                                                         | 1937                | Stadt Rosenheim                               | !547.8522085512.1299425 47.852208 12.129942 | weitere Bilder |      |
| Städtisches Museum     | Das Museum führt durch die Rosenheimer Geschichte von archäologischen Funden über die Besiedelung durch Römer und Bajuwaren bis zur Nachkriegszeit. In den Schauräumen werden zahlreiche Exponate zur Stadtentwicklung, zum Handwerk, Handel, Verkehrswesen und zur Wohnkultur gezeigt. | 1. Juni 1895        | Stadt Rosenheim                               | Mittertor                                   | weitere Bilder |      |